# Milan Holomoj
Milan Holomoj (31. ledna 1937 – 20. října 2020) byl český fotbalista, útočník. Rychlé pravé křídlo nevelké postavy, svou rychlost využíval k únikům a centrům do pokutového území soupeře a střílení gólů.

## Fotbalová kariéra
V československé lize hrál za TJ SU Teplice. Nastoupil v 76 ligových utkáních a dal 8 ligových gólů. Po odchodu z Teplic hrál za Litvínov a Bílinu.

## Ligová bilance
| Ročník                                   | Zápasy | Góly | Klub           |
| ---------------------------------------- | ------ | ---- | -------------- |
| 1. československá fotbalová liga 1964/65 | 23     | 4    | Slovan Teplice |
| 1. československá fotbalová liga 1965/66 | 23     | 4    | SU Teplice     |
| 1. československá fotbalová liga 1966/67 | 17     | 0    | SU Teplice     |
| 1. československá fotbalová liga 1967/68 | 13     | 0    | SU Teplice     |
| CELKEM                                   | 76     | 8    |                |